# DVB-T

Digitális földfelszíni tv-sugárzási szabványok elterjedtsége a világon

A DVB-T (az angol Digital Video Broadcasting — Terrestrial rövidítése, magyarul „digitális földfelszíni videó adás”) a digitális földfelszíni televíziózás európai szabványa, a DVB (Digital Video Broadcasting) szabványcsalád része. Az első adást 1997-ben az Egyesült Királyságból sugározták.

## Műszaki jellemzői
Az európai DVB projekt keretében több mint 30 anyagot dolgoztak ki, melyek nagy része ETSI vagy CENELEC szabvánnyá, ajánlássá vált.
A rendszer tömörített digitális audió, videó és egyéb adatokat továbbít MPEG transport stream formátumban, COFDM használatával a VHF és az UHF sávokban. A videotömörítés lehet MPEG-2 vagy MPEG-4 szabvány szerinti. A hangsávok átvitele szintén az MPEG által definiált tömörítéssel történik.
A DVB-T számára kijelölt frekvenciatartományban – Magyarországon az UHF IV sávban, azaz 470–582 MHz között, a korábbi 21-34 csatornákon és az UHF V sávban, azaz 582–862 MHz között, a korábbi 35-69 csatornákon – egy-egy 8 MHz szélességű frekvenciatartomány alkot egy „csatornát”, amit „multiplexnek” hívnak. Az egyes multiplexekben sugárzott vivőhullámra modulációval ültetik az átvitelre kerülő digitális jelet, amely már tömörítve és összekeverve (multiplexelés) tartalmazza több műsor programját.

### DVB-T2
2011-ben véglegesítették a DVB-T szabvány második generációját. Az új szabvány szerint egy multiplexen már több MPEG transport stream továbbitása is lehetséges, illetve a kódolás és a moduláció már nem konstans, hanem akár adás közben is változtatható. Fejlettebb modulációt és hibajavító algoritmust használ, így a jel kevésbé érzékeny a környezeti zavarokra, és összességében jobban ki lehet használni a rendelkezésre álló multiplexeket.
Például a magyar DVB-T sugárzást jellemzően 64-QAM modulációval, 8k FFT módban, 3/4-es hibajavító kódaránnyal és 1/8-os védelmi intervallummal üzemeltetik, aminek az elméleti sávszélessége körülbelül 24Mbit/s. Ha DVB-T2 rendszerben a 64-QAM modulációt az új 256-QAM modulációra, illetve a 8k FFT módot 32k FFT módra váltjuk, akkor változatlan 3/4-es hibajavító kódarány és 1/8-os védelmi intervallum beállításokkal körülbelül 38Mbit/s elméleti sávszélességet kapunk, ami körülbelül 58%-os növekedést jelent. Természetesen hogy a magyar rendszerben milyen beállítások lesznek a legmegfelelőbbek, azt számos más tényező is befolyásolja, így azt a DVB-T2 bevezetést megelőző tesztek fogják meghatározni, de a példa rámutat, hogy a fejlettebb moduláció és hibajavítás jelentős kapacitás bővülést jelenthet.

### Előnyei az analóg rendszerekkel szemben
- A csatornánkénti hozzáférés-korlátozás az analóg rendszerekhez képest sokkal hatékonyabban és biztosabban megtehető.
- Egy-egy frekvenciasávban egyetlen analóg csatorna helyén multiplexeléssel egyszerre több digitális csatorna jele is továbbítható. (MPEG4 kódolás esetén 8-10 SD vagy 3-4 HD felbontású csatorna fér így el minden egyes 8 MHz-es sávban.) Az OFDM egyik előnyös tulajdonságából adódóan ún. egyfrekvenciás hálózatok (SFN) is kialakíthatóak, ami tovább csökkenti a sugárzáshoz elfoglalt frekvenciasávok számát. Ez utóbbi ott lényeges, ahol sok multiplex jelet (azaz nagyon sok műsorszolgáltatói adást) szeretnének földfelszíni sugárzással továbbítani, az előbbinek az előnye viszont már kevés (mint például Magyarországon: jelenleg három) multiplex jel esetén is megjelenik.
- Nincs szellemkép, mentes az analóg rendszerre jellemző zajoktól, valamint az analóg jel továbbítása és demodulációja során fellépő színtorzulástól.
- Nagy felbontású televíziós adások (HDTV) jele is továbbítható.

### Hátrányai az analóg rendszerekkel szemben
- Szűkebb az átmenet a jó minőségű kép és a teljes vételképtelenség között, azaz a vétel szempontjából megfelelőtől kicsit gyengébb szintű jelek esetén szellemkép vagy enyhén zajos kép helyett durván hibás kép látható a vevőkészüléken.
- Bár a modernebb vevőkészülékek automatikus beállítási képessége kompenzálja a csatornák beállításának bonyolultságát, ugyanakkor az antenna beállítása az adótoronytól távolabbi vételi helyeken nehezebb feladattá válhat.
- Mivel sok műsorszolgáltató jellemzően csak az olcsóbb, alacsonyabb bitsebességű sugárzásért (SDTV) fizet a műsorszórónak, ezért a képminőség náluk gyengébb lehet a vezetékes hálózaton továbbított adással szemben.

## Technikai berendezések
Az analóg vételhez használt antennák zöme alkalmas a DVB‑T jelek vételére. Ugyanakkor a jó minőségű kép és a teljes vételképtelenség közötti szűkebb átmenet és a vétel szempontjából megfelelőtől kicsit gyengébb szintű jelek által okozott élvezhetetlen képminőség miatt előfordul, hogy nagyobb nyereségű vagy jobban pozicionált antenna használata válik szükségessé.
Amennyiben a televízió-készülék nem rendelkezik az adott országban alkalmazott sugárzási mód dekódolására alkalmas beépített DVB‑T tunerrel, akkor szükség van egy digitális vételre alkalmas dekóderre (ú.n. „set‑top‑box”-ra).

## Digitális átállás Európában
Kétféle tömörítési szabvány terjedt el Európában: a legkorábbi átálló országokban az MPEG-2, a később induló országok esetében jellemzően már a fejlettebb MPEG-4. Számos korán átálló országban (például az Egyesült Királyságban és Németországban) elkezdődött az átállás az MPEG-2-ről az MPEG-4 tömörítésre.
Sok országban döntöttek a DVB-T sugárzási szabványról az új generációs DVB-T2 szabványra történő átállásról is. Magyarországon 2020-tól tervezik a DVB-T2 rendszerű sugárzás részleges bevezetését.
| Ország                 | Digitális indulás | Tömörítési eljárás  | Analóg szolgáltatás lekapcsolása |
| ---------------------- | ----------------- | ------------------- | -------------------------------- |
| Ausztria               | 2006              | MPEG-2              | 2011                             |
| Belgium (flamand rész) | 2002              | MPEG-2              | 2008                             |
| Csehország             | 2005              | MPEG-2              | 2011                             |
| Dánia                  | 2006              | MPEG-2 / MPEG-4 AVC | 2009                             |
| Észtország             | 2006              | MPEG-4 AVC          | 2010                             |
| Finnország             | 2001              | MPEG-2              | 2007                             |
| Franciaország          | 2005              | MPEG-2 / MPEG-4 AVC | 2011                             |
| Hollandia              | 2003              | MPEG-2              | 2006                             |
| Horvátország           | 2009              | MPEG-2              | 2010                             |
| Írország               | 2011              | MPEG-4 AVC          | 2012                             |
| Lengyelország          | 2009              | MPEG-4 AVC          | 2013                             |
| Litvánia               | 2008              | MPEG-4 AVC          | 2012                             |
| Magyarország           | 2008              | MPEG-4 AVC          | 2013                             |
| Egyesült Királyság     | 1998              | MPEG-2              | 2012                             |
| Németország            | 2002              | MPEG-2              | 2008                             |
| Norvégia               | 2007              | MPEG-4 AVC          | 2009                             |
| Olaszország            | 2004              | MPEG-2              | 2012                             |
| Oroszország            | 2012              | MPEG-4 AVC          | 2019                             |
| Portugália             | 2009              | MPEG-4 AVC          | 2012                             |
| Románia                | 2010              | MPEG-4 AVC          | 2015                             |
| Spanyolország          | 2000/2005         | MPEG-2              | 2010                             |
| Svájc                  | 2001              | MPEG-2              | 2008                             |
| Svédország             | 1999              | MPEG-2              | 2007                             |
| Szerbia                | 2008              | MPEG-4 AVC          | 2015                             |
| Szlovákia              | 2009              | MPEG-2              | 2012                             |
| Szlovénia              | 2006              | MPEG-4 AVC          | 2011                             |
| Ukrajna                | 2008              | MPEG-4 AVC          | 2014                             |

## Magyarországon
A digitális televíziós sugárzás tesztelése 1999-ben indult az országban, akkor még MPEG-2 kódolással. 2001-ben indult el a közszolgálati csatornák kis teljesítményű folyamatos sugárzása Budapesten. 2004-ben indult az üzemszerű, nagyobb teljesítményű kísérleti sugárzás Budapesten és a Kab-hegyi adótoronyból. 2008-ban írták ki a pályázatot az öt földfelszíni digitális televízió-, és egy földfelszíni digitális rádióműsor-szóró hálózat üzemeltetésére. Mindkét pályázatot az Antenna Hungária nyerte meg. Ezzel egyidőben eldőlt, hogy Magyarországon nem az MPEG-2, hanem a korszerűbb MPEG-4 kódolást használják majd a sugárzás során.
A kereskedelmi célú digitális földfelszíni televíziós műsorszórás 2008-ban kezdődött meg Magyarországon. A szolgáltatást az Antenna Hungária biztosítja Mindig TV néven. 2010-ben indult el a Mindig TV Extra elnevezésű kódolt, fizetős szolgáltatás további csatornákkal. Az analóg sugárzás teljes leállítása, és így a digitális átállás 2013. október 31-én történt meg. Jelenleg a Mindig TV az egykori 3 analóg csatorna helyett 12 csatornát kínál (továbbra is ingyen), míg a 2013-as digitális átálláskor mindössze 7 csatorna volt fogható.

## Fordítás
- Ez a szócikk részben vagy egészben  a   DVB-T című német Wikipédia-szócikk fordításán alapul.  Az eredeti cikk szerkesztőit annak laptörténete sorolja fel. Ez a jelzés csupán a megfogalmazás eredetét és a szerzői jogokat jelzi, nem szolgál a cikkben szereplő információk forrásmegjelöléseként.